# Grb Gvineje
Grb Gvineje je službeno usvojen 1984. godine. 
Sastoji se od štita čija je lijeva polovica crvene, a desna zelene boje. Na grbu je bijela golubica koja u kljunu drži zlatnu maslinovu grančicu. Ispod štita je bijela traka s državnim geslom na francuskom: Travail, Justice, Solidarite (Rad, pravda, solidarnost).